# Miroslav Plzák
Miroslav Plzák (25. srpna 1925 Libušín – 13. listopadu 2010  Praha-Staré Město) byl český publicista, psychiatr a propagátor nových metod v psychoterapii a poradenství. Podle ČTK byl klasikem manželského poradenství a zakladatelem samostatného vědního oboru věnujícího se manželství (matrimoniologie), přičemž napsal světově první vysokoškolskou učebnici na toto téma. V neodborných médiích je někdy označován též za sexuologa (pravděpodobně proto, že napsal společně se sexuologem Radimem Uzlem knihu Zákony ženské přitažlivosti a v důchodu psal například sexuální poradnu v týdeníku SuperSpy) a agentura Mediafax a mnohá další média (Český rozhlas, televize Nova atd.) jej označily dokonce i za gynekologa – v rámci studia lékařství absolvoval i praxi na ženském oddělení. Sexuolog Petr Weiss označil Plzákovo úmrtí za velkou ztrátu pro matrimoniology, psychiatry i sexuology. Radim Uzel jej v oblasti manželského poradenství označil za naprosto unikátního odborníka, jaký nemá ve světě obdoby.

## Biografie
Narodil se v rodině bankovního úředníka v Libušíně na Kladensku, dětství prožil v pražských Holešovicích. Maturoval na reálném gymnáziu v roce 1944, poté byl totálně nasazen v továrně v pražské Libni. V době zákazu veřejných zábav se účastnil mnoha domácích mejdanů při gramofonu.
Po válce vystudoval lékařství na Karlově univerzitě, přičemž od třetího ročníku se specializoval na psychiatrii a v tomto období navštěvoval léčebnu v pražských Bohnicích, promován byl v roce 1950. Od roku 1946 byl po vzoru svého otce členem Československé strany národně socialistické, proto (po krátkém působení v kroměřížské psychiatrické léčebně) jako politicky nespolehlivý sloužil v rámci vojenské služby čtyři a půl roku jako lékař u Pomocných technických praporů v Mostě a v Bílině. Poté působil tři roky na psychiatrické klinice v Horních Beřkovicích.
Od roku 1959 působil na psychiatrické klinice Fakulty všeobecného lékařství UK (kde byl v té době přednostou legendární prof. MUDr. Vladimír Vondráček), v roce 1964 se stal jejím primářem. Na tomto místě působil dalších 25 let. V roce 1989 odešel do důchodu. Sám přiznal, že příchodem do Prahy se z něj stal snob, pronikl do společnosti kolem divadel Rokoko, Semafor, Viola a Reduta, prožil dva milenecké vztahy (s Marií Drahokoupilovou a Olgou Schoberovou), motivované vlastní pýchou. Za konec svého snobského období považoval druhou polovinu 60. let, kdy se začal věnovat manželskému poradenství.
Byl spoluzakladatelem telefonické, tzv. krizové Linky důvěry (v dnešní době Centrum krizové intervence v Psychiatrické nemocnici Bohnice), fungující od roku 1964 jako první ve východním evropském bloku. Její vznik byl iniciován mimo jiné Ústředním výborem KSČ jako prostředek ke snížení vysokého počtu sebevražd. Byl tak průkopníkem telemedicíny v psychiatrii .
Koloval o něm mýtus, že byl pětkrát ženatý, ve skutečnosti byl postupně jen dvakrát ženatý. S první ženou, Eliškou, se oženil roku 1949. Byla dcerou továrníka a poznal se s ní jako student lékařství v psychiatrické léčebně v Bohnicích, kde působila jako sociální pracovnice. Po svatbě bydleli oba v Kroměříži, kde oba pracovali v téže léčebně, později oba pracovali na klinice v Horních Beřkovicích. Manželka nejprve kvůli původu nemohla studovat, pak však vystudovala práva a stala se úspěšnou advokátkou a manželství skončilo rozvodem, protože Plzák při své funkci potřeboval manželku, která by byla doma. S její novou rodinou však uchoval přátelské vztahy. Druhá manželka, Ema, byla o 24 let mladší než on, znal ji od jejích 4 let a v době svatby v roce 1972 pracovala jako prodavačka televizorů v Bílé labuti. Vybral si ji proto, že nechtěla dělat profesní kariéru, a manželství vydrželo téměř 40 let. S manželkou se denně hádal kvůli maličkostem, jeho žena podle něj neovládala trik vyhnout se hádkám a pokud něco chtěla, vynucovala si to. Jeho syn skončil v roce 1992 svůj život sebevraždou těsně před maturitou; ani dva zanechané dopisy na rozloučenou příčinu neosvětlily. Jeho dcera z prvního manželství Renata je lékařkou.
Podle záznamů Archivu bezpečnostních složek Ústavu pro studium totalitních režimů byl Miroslav Plzák důvěrníkem a agentem Státní bezpečnosti s krycím jménem Karel, Cibulkovy seznamy jej uvádějí jako agenta, důvěrníka a tajného spolupracovníka s krycím jménem Karel a agenta s krycím jménem Psychiatr. Na výstavě portrétů Malík urvi (s podtitulem GEN – Galerie etablované nomenklatury) výtvarné skupiny Pode Bal byla u jeho podobizny uvedena pouze krycí jména, ale žádná zmínka o konkrétní činnosti. Plzák uvedl, že za ním Státní bezpečnost docházela a snažila se z něj získávat informace například o jeho příteli, psychiatrovi a spisovateli Josefu Nesvadbovi, kterého považovala za špiona, ale prohlásil, že nikdy nikomu z StB ani nic nesdělil, ani nepodepsal žádný vázací akt. Podle ČTK razantně popřel, že by s StB jakkoliv spolupracoval.Věnuje se tomu díl Zneužitá psychiatrie z dokumentárního cyklu České televize StB:Přísně tajné (premiéra : ČT 1, pondělí 12.6.2023 ve 21.50). Dle zjištění historiků donášel StB např. na Václava Havla nebo na Ludvíka Vaculíka (jeho manželka Marie Vaculíková, zvaná Madla patřila k jeho pacientům/pacientkám).
Rovněž se o něm traduje, že údajně mnoha umělcům pomáhal, často i proti komunistickému režimu. Mezi jeho klienty bylo mnoho významných osobností, například Václav Havel, Jan Werich, Vlasta Chramostová, Helena Růžičková, Ladislav Fuks. Některým umožnil hospitalizaci na klinice, když měli politické problémy, jiným stanovil diagnózu tak, aby byli zproštěni vojenské služby a získali modrou knížku. Kvůli jeho postojům v roce 1968 mu Československá televize rozhodnutím náměstkyně Balašové od roku 1970 po deset let zakazovala přístup na televizní obrazovku a její manžel, děkan lékařské fakulty profesor Balaš, mu nepovolil habilitaci s již hotovou docentskou prací Systematika poruch manželského soužití.

## Odborné názory
V prvním období se věnoval zejména maniodepresivním psychózám. S profesorem Karlem Součkem napsal populárně-vědeckou publikaci Smutek všedního dne a smutek jako nemoc.
Od roku 1964 se začal soustavně věnovat výzkumu žárlivosti. Tu pokládá za nejzávažnější problém manželství a milostných vztahů.[zdroj?] Na téma žárlivosti publikoval celkem 21 vědeckých prací. Za základ partnerství považoval projevy tzv. manželské lásky, „tři S“, soucit, stesk a starost (strach), diametrálně se lišící od milenecké lásky. Největšími rozvraceči vztahů jsou podle něj výčitky, osočování a výhrůžky. Romantické hodnoty lásky jako zamilovanost či štěstí považoval za nicotné a tvrdil, že nejsou účelem vztahu. Rozhodování v manželství je podle něj matematicko-logická záležitost, ne citová. Prosazení vlastního názoru v manželské hádce je nakonec prohra. Někdejší namlouvací korzování, kde dívky byly doprovázeny rodiči, považoval za lepší způsob seznamování než dnes, kdy se partneři seznamují ve škole či v práci, což je podle něj nežádoucí, protože pak je spolu pár nepřetržitě, doma i přes den. Čtyřmi axiomy pro správné fungování manželství podle něj jsou finanční hospodaření, péče o děti, organizace volného času a domácnost; život navrhuje uspořádat do tří oddělených sektorů: práce, rodina a hobby, přičemž k dosahování pocitu štěstí je určen třetí z nich, tedy koníčky. Každodenní kontakt je spolehlivým drtičem erotické touhy, podobně jako zevšednění nahoty.
Traduje se, že od něj pochází rada „Zatloukat, zatloukat, zatloukat“ (někdy i s dovětkem „a když se to provalí, tak zase zatloukat“) pro nevěrné manžele. V posledních letech života však své autorství této rady vyvracel. Výrok je mu údajně připisován od doby, kdy společně účinkoval s kapelou Fešáci a na pódiu se vtipkovalo na téma přiznávání se manželce či policii, přičemž se slovem „zatloukat“ přišel některý z členů kapely. Plzák se v rozhovoru pro Reflex vyjádřil, že je ochoten se vsadit s kýmkoliv třeba o sto tisíc, že doklad o takovém jeho výroku neexistuje
(resp. že není obsažen v jeho knihách). Jedna z čtenářek Reflexu však tvrdila, že doktor Plzák svou slavnou větu o zatloukání skutečně vyslovil, a to v Československé televizi v pořadu Televizní klub mladých někdy mezi roky 1985 až 1988.
V rozhovoru pro Lidové noviny v roce 2005 své krédo vyjádřil slovy: „Já říkám, přestaňte konečně hlásat lásku a pravdu. Nechci, aby mě sousedi milovali. To bych je musel milovat taky. Jen soucit a slušnost mohou zachránit lidstvo.“ Souhlasil, že lež je skutečné provinění, ale většina pravdy je podle něj nezdvořilá a z prosazování pravdy a lásky, bráno do důsledku, je nakonec neštěstí a válka.
„Milenecká láska se v ideálním případě transformuje v lásku manželskou. Ta se opírá o tři S: stesk, soucit, starost. Stesk po partnerovi v odloučení, soucit s jeho bolestí a starost, aby se mu něco nestalo. Pokud to cítíte, máte toho druhého člověka rád. Říkal bych tomu spíš manželské citové spříznění než manželská láska.“

## Tvorba
Napsal více než 70 vědeckých a populárně-naučných publikací na téma partnerských vztahů a manželského soužití. Podle ČTK byl prvním, kdo napsal vysokoškolskou učebnici o poruchách manželského soužití.
Působil také jako dramatik (napsal 9 divadelních her), scenárista a spisovatel. Inscenace Záviš kontra Březinová, kterou napsal společně s Miloslavem Šimkem, se hrála v divadle Semafor nepřetržitě tři a půl roku.
Jako důchodce si přivydělával psaním sexuální poradny do bulvárního týdeníku SuperSpy a účinkováním v reklamách na přípravky proti poruchám mužské erekce.
A i opačně, byl často postavou mediálních děl, například ve sci-fi povídce Ivana Kmínka: Syntamor zasahuje.

## Výběr z díla
- 1967 – Depresivní stavy v dospělém věku
- 1967 – První pomoc při nehodách manželských
- 1970 – Taktika a strategie v lásce
- 1972 – Manželské judo
- 1973 – Poznání a léčba poruch manželského soužití
- 1975 – Klíč k výběru partnera pro manželství
- 1975 – Hra o lidské štěstí
- 1979 – K lásce připraven
- 1980 – K manželství připraven
- 1981 – Do nepohody připraven
- 1986 – Gordické uzly rovnoprávného párového dorozumívání
- 1988 – Dospělým vstup zakázán
- 1988 – Poruchy manželského soužití
- 1994 – Othelon, aneb, Manuál o žárlivosti
- 1995 – Zákony ženské přitažlivosti (spolu s Radimem Uzlem)
- 1996 – Obrana proti zlu
- 1999 – Jak dál…? u vás doma, ve vašem manželství
- 2000 – S kým dál…? do partnerského vztahu, do manželství
- 2000 – Manželská tonutí
- 2002 – Manželský svár
- 2002 – Srdce zmámené láskou
- 2003 – Kostky byly vrženy
- 2004 – Pozor, padání skal
- 2005 – Tušení o lidské duši
- 2006 – Soužití k zabití
- 2006 – Muže ani květinou…
- 2007 – My se máme, my si vyhovíme
- 2007 – Žena a muž